# Fakulta chemická Vysokého učení technického v Brně
Fakulta chemická (FCH) Vysokého učení technického v Brně byla založena v listopadu 1911 jako chemický odbor České vysoké školy technické. Po přeměně brněnské techniky na vojenskou technickou akademii roku 1951 byla zrušena. K jejímu obnovení, coby součásti současného VUT, došlo v listopadu 1992.
Sídlo fakulty je umístěno v Brně-Medlánkách v kampusu Pod Palackého vrchem a je sdíleno s Ústavem soudního inženýrství VUT v Brně.

## Historie
Fakulta znovu zahájila svoji činnost ve školním roce 1992/93 s omezeným počtem studentů a minimálními počty vědeckopedagogických pracovníků podle dokumentu, předloženého k úspěšnému akreditačnímu jednání, které proběhlo v prosinci 1992. Počáteční rozvoj fakulty probíhal za podpory brněnské chemické komunity a zvláště ve spolupráci s chemickým odborem PřF MU v Brně, která tak vrátila chemické fakultě její pomoc, kterou poskytla chemickým oborům po zřízení Masarykovy univerzity v r. 1919. V roce 1994 se fakulta úspěšně podrobila druhé akreditaci společně s chemicko-technologickými fakultami v ČR.
Znovuobnovení chemické fakulty na Vysokém učení technickém v Brně bylo nutností jak z hlediska doplnění brněnské technické univerzity o obor nezbytný k jejímu integrovanému výchovně-vzdělávacímu působení a komplexní vědecko-výzkumné činnosti, tak především z hlediska potřeb industriálního rozvoje moravských regionů, kde byla zřetelně pociťována přetržka ve výchově chemiků s inženýrským vzděláním, trvající několik desetiletí.